# Tiffany (Sängerin, 1971)

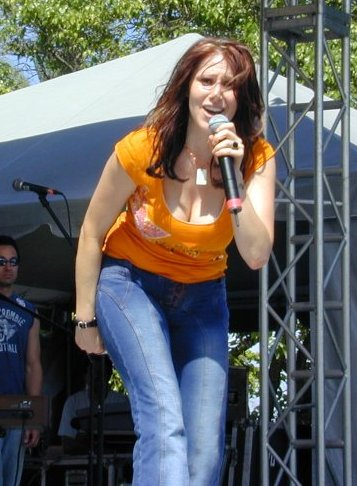
Tiffany im Gulfstream Park, Florida (2003)

Tiffany Renee Darwish (* 2. Oktober 1971 in Norwalk, Kalifornien) ist eine US-amerikanische Popsängerin und Schauspielerin. Sie wurde ab Sommer 1987 mit einigen Teenie-Pop-Hits international bekannt.

## Karriere
Mit ihrer Debütsingle I Think We’re Alone Now gelang Tiffany im Sommer 1987 im Alter von knapp 16 Jahren der Durchbruch. Das Lied, geschrieben von Ritchie Cordell, war 20 Jahre zuvor schon ein Top-4-Hit in den USA für Tommy James & the Shondells gewesen. Tiffanys Pop-Version erreichte sowohl in den USA als auch in Großbritannien Platz 1 der Charts.
Auch die zweite Single Could’ve Been, geschrieben von Lois Blaisch, wurde ein großer Hit, erreichte wiederum Platz 1 in den USA und in Großbritannien Platz 4. Ihr Debütalbum Tiffany wurde ebenfalls zum Spitzenreiter der US-Charts, erreichte 4-fach-Platin und warf mit I Saw Him Standing There, einer Coverversion des Beatles-Songs I Saw Her Standing There, noch einen weiteren Top-10-Hit ab.
Das im Herbst 1988 erschienene zweite Album Hold an Old Friend’s Hand konnte den Erfolg teilweise wiederholen. Die Single All This Time schaffte es in die Top 10, und das Album selbst verkaufte sich in den USA über eine Million Mal. Als im Herbst 1990 das dritte Album New Inside floppte, war es mit ihrer Karriere in den USA zunächst vorbei. Ab da konnte sie sich nur noch auf dem asiatischen Markt halten.
Erst im Sommer 2000 kehrte sie mit neuen Veröffentlichungen und Alben zurück. Ihr Comeback-Album The Color of Silence wurde von Kritikern des Billboard Magazines und des Rolling Stones sehr gut bewertet. Der amerikanische Musiksender VH1 strahlte zur Veröffentlichung des Albums eine Sendung über Tiffanys Leben aus. Außerdem wurde in der April-Ausgabe 2002 des amerikanischen Playboy eine freizügige Fotostrecke von ihr veröffentlicht. Mitte 2007 erschien Tiffanys Album Just Me; parallel dazu veröffentlichte sie die Dance-Single Higher, die es bis auf Platz 19 der Billboard-Dance-Charts schaffte und ihr erster Billboard-Erfolg seit rund 18 Jahren war.
Im Oktober 2018 erschien auf ihrem eigenen Label Go on then Records ihr zehntes Studioalbum, Pieces of Me. Im April 2019 brachte die Sängerin eine rockige Version ihres größten Hits I Think We’re Alone Now heraus. Im Mai 2019 begann in Cincinnati die Mixtape Tour mit New Kids on the Block als Hauptkünstler. Tiffany trat neben Salt ’n’ Pepa, Debbie Gibson und Naughty by Nature als Gastmusiker auf.

## Fernsehauftritte
2005 nahm sie an der britischen Sendung Hit Me Baby One More Time teil – das Ur-Format der auch in Deutschland bei ProSieben ausgestrahlten Comeback-Show – und gewann die erste Staffel, um so ins Finale einzuziehen. Dort musste sie sich gemeinsam mit ihren Mitbewerbern Shakin’ Stevens geschlagen geben. Sie nahm auch in der US-Version dieser Show teil, verlor dort aber bereits in der ersten Runde gegen Arrested Development.
Als Schauspielerin trat sie in einigen wenigen Filmen und Serienepisoden in Erscheinung.
Ab dem 28. Januar 2018 war sie Teilnehmerin der vierten Staffel der australischen Reality-Show I’m a Celebrity … Get Me Out of Here!, der Originalversion des deutschen Dschungelcamps. Sie war die einzige US-amerikanische Teilnehmerin dieser Staffel. Nachdem bereits zwei Kandidaten das Camp vorzeitig verlassen hatten, wurde Tiffany als erste Teilnehmerin vom Publikum herausgewählt.
Von Januar bis Februar 2024 nahm Tiffany als Eiffel Tower an der fünften Staffel der britischen Version von The Masked Singer teil, in der sie den vierten Platz erreichte.

## Privatleben
Tiffany war von 1992 bis zur Scheidung 2003 mit dem Maskenbildner Bulmaro Garcia verheiratet. Aus der Ehe ging ein Sohn (* 1992) hervor, der Bauingenieur wurde. 2004 heiratete Tiffany einen Geschäftsmann, von dem sie sich um 2019 trennte.

## Filmografie (Auswahl)
- 1990: Jetsons – Der Film (Jetsons: The Movie, Stimme)
- 2008: How I Met Your Mother, Staffel 3, Episode 16 (Musikvideo Sandcastles in the Sand)
- 2009: Blood Snow (Necrosis)
- 2010: Mega Piranha (Fernsehfilm)
- 2011: Mega Python vs. Gatoroid (Fernsehfilm)
- 2024: The Twisters

## Diskografie

### Studioalben
| Jahr | Titel                     | Höchstplatzierung, Gesamtwochen, AuszeichnungChartplatzierungen (Jahr, Titel, Platzierungen, Wochen, Auszeichnungen, Anmerkungen) | Höchstplatzierung, Gesamtwochen, AuszeichnungChartplatzierungen (Jahr, Titel, Platzierungen, Wochen, Auszeichnungen, Anmerkungen) | Höchstplatzierung, Gesamtwochen, AuszeichnungChartplatzierungen (Jahr, Titel, Platzierungen, Wochen, Auszeichnungen, Anmerkungen) | Höchstplatzierung, Gesamtwochen, AuszeichnungChartplatzierungen (Jahr, Titel, Platzierungen, Wochen, Auszeichnungen, Anmerkungen) | Anmerkungen                            |
| Jahr | Titel                     | DE | CH | UK | US | Anmerkungen                            |
| ---- | ------------------------- | --- | --- | --- | --- | -------------------------------------- |
| 1987 | Tiffany                   | DE37 (8 Wo.)DE | CH17 (6 Wo.)CH | UK5 Gold · (21 Wo.)UK | US1 ×4Vierfachplatin · (69 Wo.)US                                                                                                 | Erstveröffentlichung: 24. August 1987  |
| 1988 | Hold an Old Friend’s Hand | — | — | UK56 Silber · (6 Wo.)UK | US17 Platin · (29 Wo.)US | Erstveröffentlichung: 21. Oktober 1988 |

Weitere Studioalben
- 1990: New Inside
- 1993: Dreams Never Die
- 2000: The Color of Silence
- 2005: Dust Off and Dance
- 2007: Just Me
- 2011: Rose Tattoo
- 2016: A Million Miles
- 2018: Pieces of Me

### Kompilationen
- 1996: All the Best
- 1996: Greatest Hits
- 2007: I Think We’re Alone Now: ’80s Hits and More

### Singles
| Jahr | Titel Album                             | Höchstplatzierung, Gesamtwochen/‑monate, AuszeichnungChartplatzierungen (Jahr, Titel, Album, Platzierungen, Wochen/Monate, Auszeichnungen, Anmerkungen) | Höchstplatzierung, Gesamtwochen/‑monate, AuszeichnungChartplatzierungen (Jahr, Titel, Album, Platzierungen, Wochen/Monate, Auszeichnungen, Anmerkungen) | Höchstplatzierung, Gesamtwochen/‑monate, AuszeichnungChartplatzierungen (Jahr, Titel, Album, Platzierungen, Wochen/Monate, Auszeichnungen, Anmerkungen) | Höchstplatzierung, Gesamtwochen/‑monate, AuszeichnungChartplatzierungen (Jahr, Titel, Album, Platzierungen, Wochen/Monate, Auszeichnungen, Anmerkungen) | Höchstplatzierung, Gesamtwochen/‑monate, AuszeichnungChartplatzierungen (Jahr, Titel, Album, Platzierungen, Wochen/Monate, Auszeichnungen, Anmerkungen) | Anmerkungen                                                             |
| Jahr | Titel Album                             | DE | AT | CH | UK | US | Anmerkungen                                                             |
| ---- | --------------------------------------- | --- | --- | --- | --- | --- | ----------------------------------------------------------------------- |
| 1987 | I Think We’re Alone Now Tiffany         | DE14 (20 Wo.)DE | AT24 (½ Mt.)AT | CH10 (9 Wo.)CH | UK1 Platin · (13 Wo.)UK | US1 Platin · (24 Wo.)US | Erstveröffentlichung: August 1987 Original: Tommy James & the Shondells |
| 1987 | Could’ve Been Tiffany                   | — | — | — | UK4 (9 Wo.)UK | US1 (20 Wo.)US | Erstveröffentlichung: November 1987                                     |
| 1988 | I Saw Her Standing There Tiffany        | DE40 (6 Wo.)DE | — | — | UK8 (7 Wo.)UK | US7 (14 Wo.)US | Erstveröffentlichung: März 1988 Original: The Beatles                   |
| 1988 | Feelings of Forever Tiffany             | — | — | — | UK52 (2 Wo.)UK | US50 (9 Wo.)US | Erstveröffentlichung: Juni 1988                                         |
| 1988 | All This Time Hold an Old Friend’s Hand | — | — | — | UK47 (3 Wo.)UK | US6 (21 Wo.)US | Erstveröffentlichung: November 1988                                     |
| 1988 | Radio Romance Hold an Old Friend’s Hand | — | — | — | UK13 (11 Wo.)UK | US35 (9 Wo.)US | Erstveröffentlichung: November 1988                                     |

## Auszeichnungen für Musikverkäufe
| Goldene Schallplatte - Hongkong - 1989: für das Album Hold an Old Friend’s Hand - Kanada - 1987: für die Single I Think We’re Alone Now - 1988: für die Single Could’ve Been Platin-Schallplatte - Hongkong - 1989: für das Album Tiffany | 2× Platin-Schallplatte - Kanada - 1989: für das Album Hold an Old Friend’s Hand 3× Platin-Schallplatte - Neuseeland - 1988: für das Album Tiffany 5× Platin-Schallplatte - Kanada - 1988: für das Album Tiffany |

Anmerkung: Auszeichnungen in Ländern aus den Charttabellen bzw. Chartboxen sind in ebendiesen zu finden.
| Land/RegionAuszeichnungen für Musikverkäufe (Land/Region, Auszeichnungen, Verkäufe, Quellen) | Silber  | Gold     | Platin       | Verkäufe  | Quellen         |
| -------------------------------------------------------------------------------------------- | ------- | -------- | ------------ | --------- | --------------- |
| Hongkong (IFPI/HKRIA)                                                                        | —       | Gold1    | Platin1      | 30.000    | ifpihk.org      |
| Kanada (MC)                                                                                  | —       | 2× Gold2 | 7× Platin7   | 800.000   | musiccanada.com |
| Neuseeland (RMNZ)                                                                            | —       | —        | 3× Platin3   | 60.000    | Einzelnachweise |
| Vereinigte Staaten (RIAA)                                                                    | —       | —        | 6× Platin6   | 6.000.000 | riaa.com        |
| Vereinigtes Königreich (BPI)                                                                 | Silber1 | Gold1    | Platin1      | 860.000   | bpi.co.uk       |
| Insgesamt                                                                                    | Silber1 | 4× Gold4 | 18× Platin18 |           |                 |